# Sainte-Croix (Nuova Aquitania)
Sainte-Croix è un comune francese di 90 abitanti situato nel dipartimento della Dordogna nella regione della Nuova Aquitania.

## Società

### Evoluzione demografica
Abitanti censiti